# Петропавловский район (Казахстан)
Петропавловский район — единица административного деления Северо-Казахстанской области области Казахской ССР (до 1936 — Казакской АССР), существовавшая в 1930—1932 и 1942—1957 годах. Центр — город Петропавловск.

## История
Петропавловский район был образован 17 декабря 1930 года в прямом подчинении Казакской АССР. В его состав вошли части территории Ворошиловского и Трудового районов бывшего Петропавловского округа.
11 января 1932 году Петропавловский район был упразднён, а его территория разделена между Булаевским и Ленинским районами.
19 марта 1942 года Петропавловский район был восстановлен в составе Северо-Казахстанской области.
По данным 1951 года район включал 7 сельсоветов: Архангельский, Бишкульский, Кривозерский, Ново-Каменский, Ново-Павловский, Петерфельдский и Плосский.
14 сентября 1957 года Петропавловский район был упразднён, а его территория разделена между Мамлютским, Полудинским, Приишимским и Соколовским районами.